# Männerturnverein Herzöge Wolfenbüttel
MTV Herzöge Wolfenbüttel è una società cestistica avente sede a Wolfenbüttel, in Germania. Fondata nel 1956 all'interno della polisportiva MTV Wolfenbüttel, mantenne tale nome fino al 2002, quando il titolo sportivo passò al Wolfenbüttel Dukes, e, nel luglio 2008, all'Herzöge Wolfenbüttel. Nel 2012 Herzöge Wolfenbüttel si fuse nuovamente con l'MTV Wolfenbüttel.
Gioca nel campionato tedesco.

## Palmarès
- Coppa di Germania: 2

come MTV Wolfenbüttel, 1972, 1982